# Emma Hamilton
Emma Hamilton, geboren Amy Lyon (Ness, Cheshire, 26 april 1765 - Calais, 15 januari 1815) was een Britse danseres, zangeres, performancekunstenaar en schildersmodel. Ze was de maîtresse van de Britse admiraal Horatio Nelson, de muze van kunstschilder George Romney en gold als een der beroemdste vrouwen uit haar tijd. Zij was gehuwd met William Hamilton, Brits ambassadeur in het koninkrijk Napels en Sicilië.

## Leven

### Jonge jaren
Emma werd geboren als dochter van een hoefsmid en een dienstmaagd. Haar vader overleed kort na haar geboorte. In 1778 verhuisde ze met haar moeder naar Londen, waar ze kindermeisje werd. Korte tijd later werd ze dienstmeisje bij muziek- en theaterdirecteur Thomas Linley en werd ze in staat gesteld muziek- en acteerlessen te nemen. Op haar vijftiende verliet ze hem echter weer, en ging werken voor de variétéorganisator en dandy Sir Harry Featherstonhaugh, naar verluidt als naaktdanseres en animeermeisje voor vooraanstaande Londenaren. In 1781 raakte ze zwanger van Featherstonhaugh, maar liet het kind aborteren.

### Greville, Romney
Een van Emma's eerdere minnaars uit het Londense nachtleven, de markies Charles Francis Greville, nam Emma (die zich in deze periode Emily Hart noemde) vervolgens onder zijn hoede en werd haar geliefde. In 1782 introduceerde Greville haar als model bij kunstschilder George Romney. Romney zou zijn leven lang geobsedeerd blijven door Emma's schoonheid, met het kastanjebruine haar, en maakte in de loop der jaren meer dan veertig portretten van haar. Later poseerde ze ook voor tal van andere kunstenaars, onder wie Élisabeth Vigée-Le Brun, Joshua Reynolds, Heinrich Tischbein, John Hoppner en Angelika Kauffmann.

Lady Hamilton, “pose” als Bacchante, door Élisabeth Vigée-Lebrun, 1790–1791

### Hamilton
Rond 1784 kwam Greville met zijn vriend William Hamilton, ambassadeur in Napels, een oudere weduwnaar, overeen dat deze Emma als maîtresse over zou nemen, een besluit dat Greville later nog vele malen zou betreuren. Ze reisde alleen naar Napels, leerde bijzonder snel meerdere vreemde talen, kreeg weer muzieklessen en bleek een zangeres van bijzondere klasse.
Toen in Pompeï fresco's van dansende vrouwenfiguren aan het licht kwamen, ontstond de mode van de robe à la grecque, een eenvoudige rechte jurk van doorschijnende stof, die in plooien viel en de armen bloot liet. Vermoedelijk kwam het initiatief hiervoor van Emma, die niet alleen een nieuw schoonheidsideaal schiep, maar ook een ideaal van edele en vrije beweging gebaseerd op het neoclassicisme. Ze begon in 1786 voorstellingen te geven waarin ze de houdingen van antieke vrouwenfiguren aannam, in een spektakel dat het midden hield tussen pantomime en dans. Na afloop begaf ze zich, in wat ze haar undress noemde, tussen het publiek. Onder meer Lady Elisabeth Bury ging zich kleden à la grecque en hielp de mode verspreiden in hoge kringen.
In 1791 trouwde Emma met Hamilton (iets waar hij aanvankelijk niet aan had durven denken) en verwierf daarmee de titel “Lady”, die ze de rest van haar leven zou voeren. Met Hamilton reisde ze door heel Europa en kwam te verkeren in de allerhoogste kringen. In deze kringen verkreeg ze grote bekendheid, niet alleen door haar buitengewone schoonheid, haar kwaliteiten als aimabele en intelligente gezelschapsdame en haar zangkunst, maar ook door haar zogenaamde “poses”: een soort van ‘tableaux vivants’ die ze in haar eentje neerzette en waarmee ze veel indruk maakte.

### Nelson
Lady Hamilton had in haar tijd vele bewonderaars, onder wie Johann Wolfgang Goethe. Ze was een vriendin van Marie Antoinette en een belangrijke vertrouwensvrouw van Maria Carolina van Oostenrijk. In 1798 kreeg ze een uiteindelijk onstuimige relatie met de beroemde (getrouwde) admiraal Horatio Nelson, toen deze bij de Hamiltons in Napels van zijn krijgsinspanningen herstelde. Ondanks Nelsons vroegtijdige veroudering (hij had zijn tanden verloren, miste een arm) werd hij door Emma aanbeden. Maar ook William Hamilton was een en al bewondering voor Nelson. Uiteindelijk ontstond er dan ook een soort ‘menage à trois’ tussen Emma, William en Nelson, welke in de hoogste kringen over de hele wereld lange tijd het gesprek van de dag vormde. Vanaf 1800 gingen de drie in Engeland wonen, in Merton, Londen, waar ze opnieuw het middelpunt werden van het sociale leven. Emma kreeg uiteindelijk twee kinderen van Nelson: dochter Horatia in 1801 en een zoontje dat kort na de geboorte in 1803 overleed.

### Laatste jaren
Kort nadat Hamilton in 1803 overleed keerde Nelson terug naar de marine om te vechten in de napoleontische oorlogen. Hij overleed in 1805 tijdens de Slag bij Trafalgar. Vervolgens ging het snel bergafwaarts met Emma. Ze werd dikker, onderwerp van allerlei roddels en ze verkwanselde in snel tempo Hamiltons nalatenschap. Een bedrag dat Nelson in zijn testament voor haar had bestemd werd haar door de Britse regering nooit uitgekeerd. Ze stierf in 1815 in Calais, mede ten gevolge van alcoholisme, nog geen vijftig jaar oud.

## Portretten door George Romney

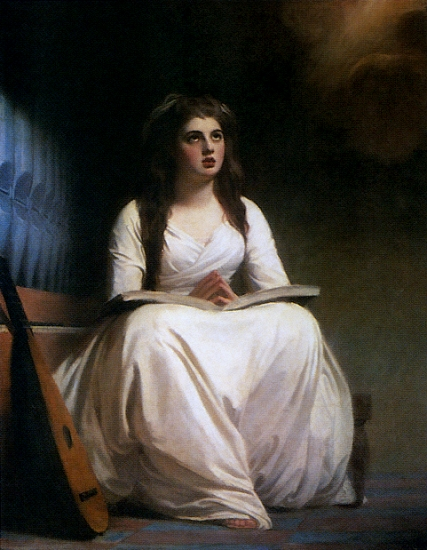
St Cecilia
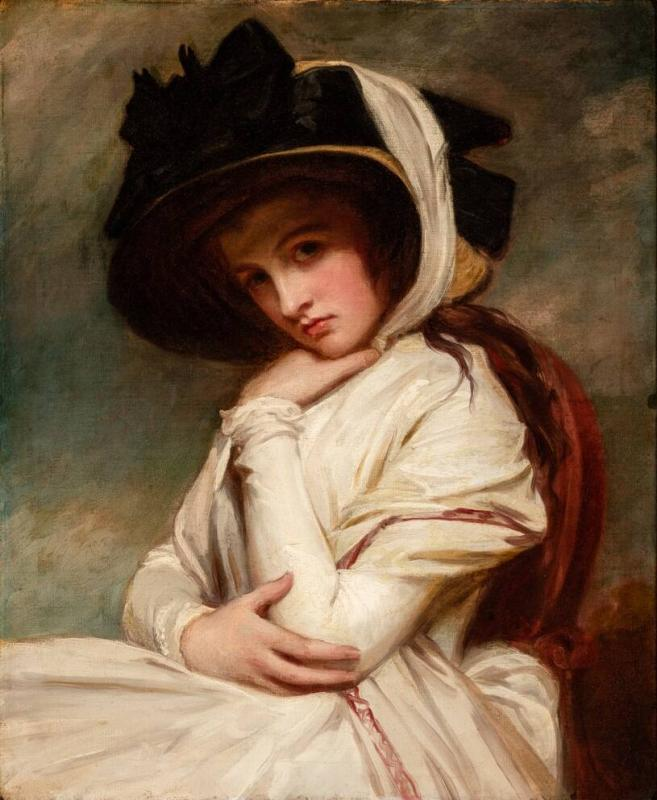
Emma Hart in a Straw Hat
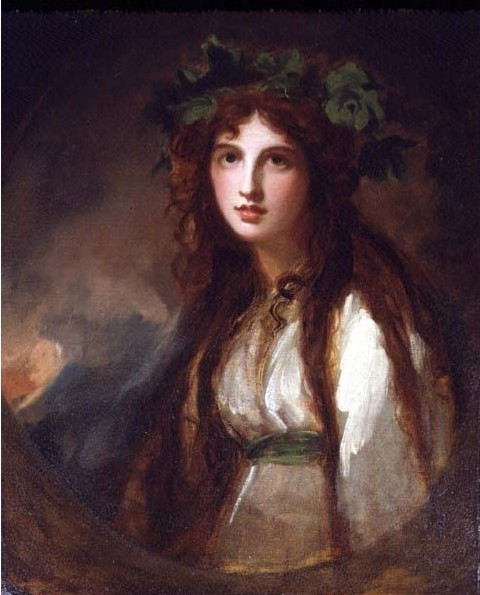
Bacchante
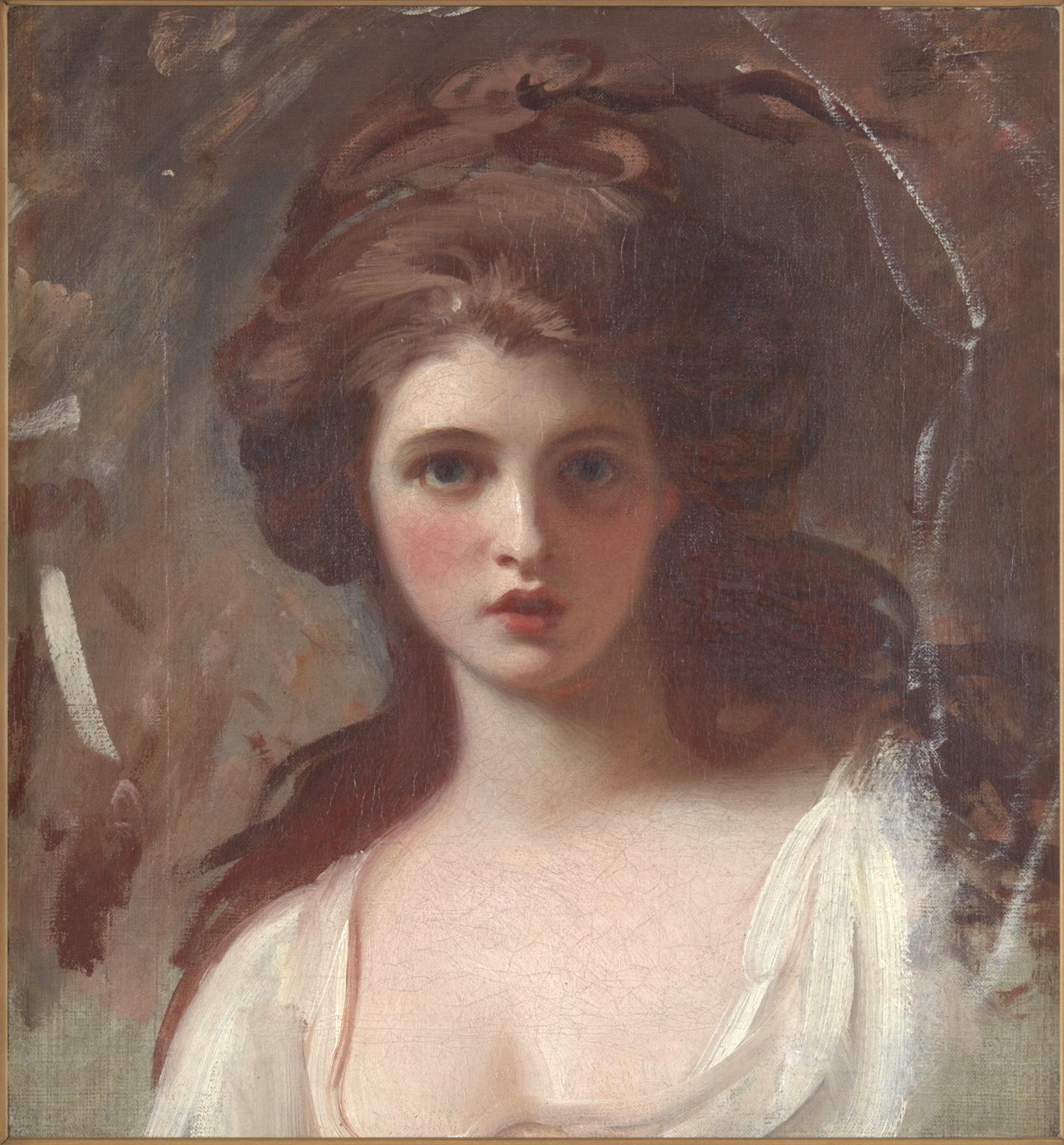
Circe
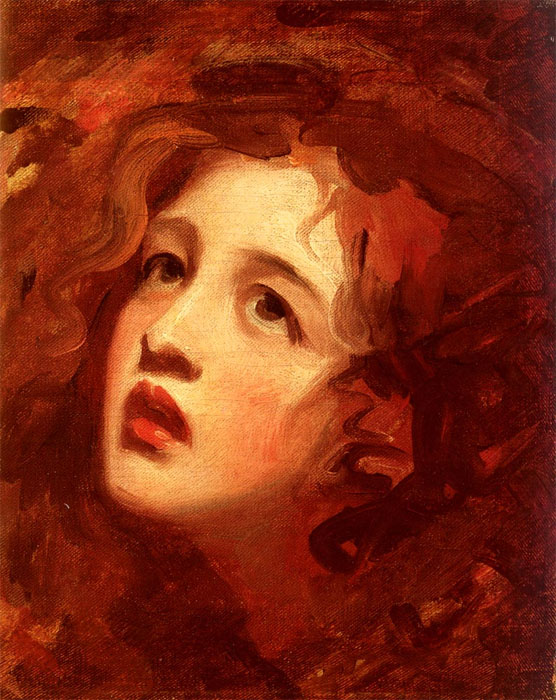
Miranda
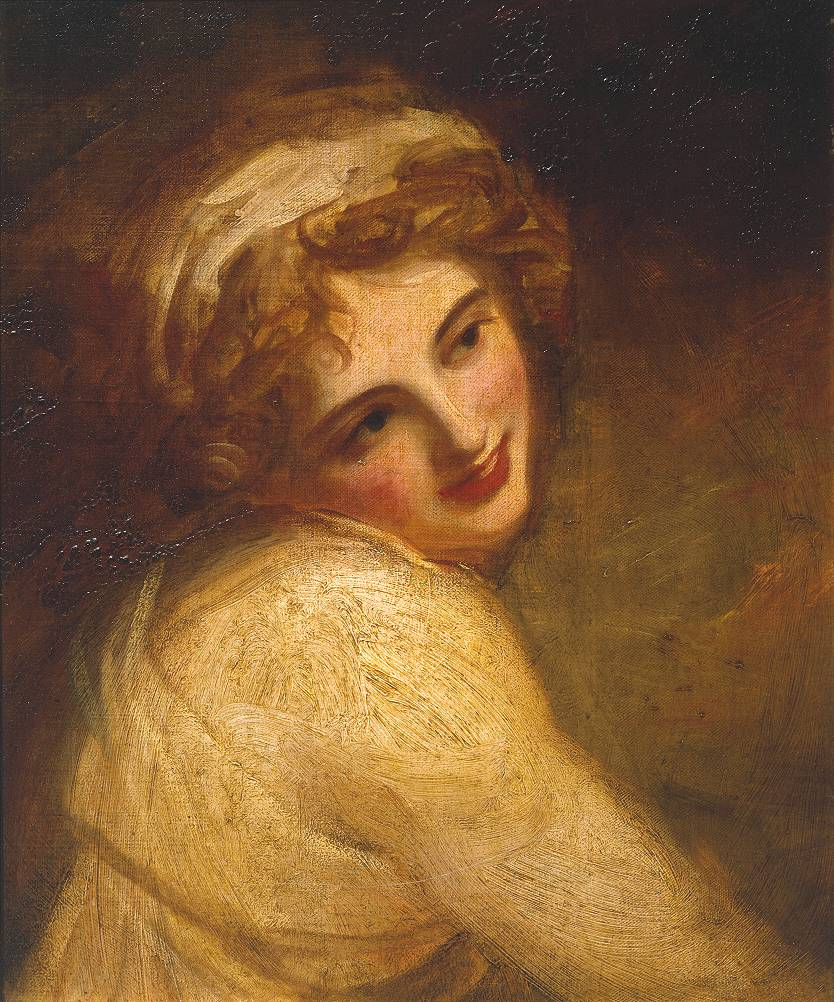
Fortune telling
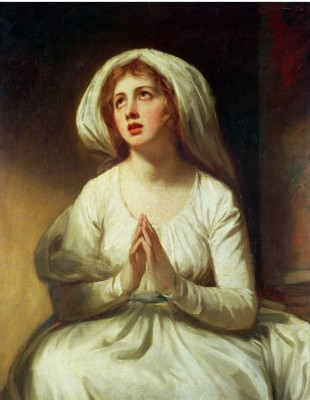
Praying
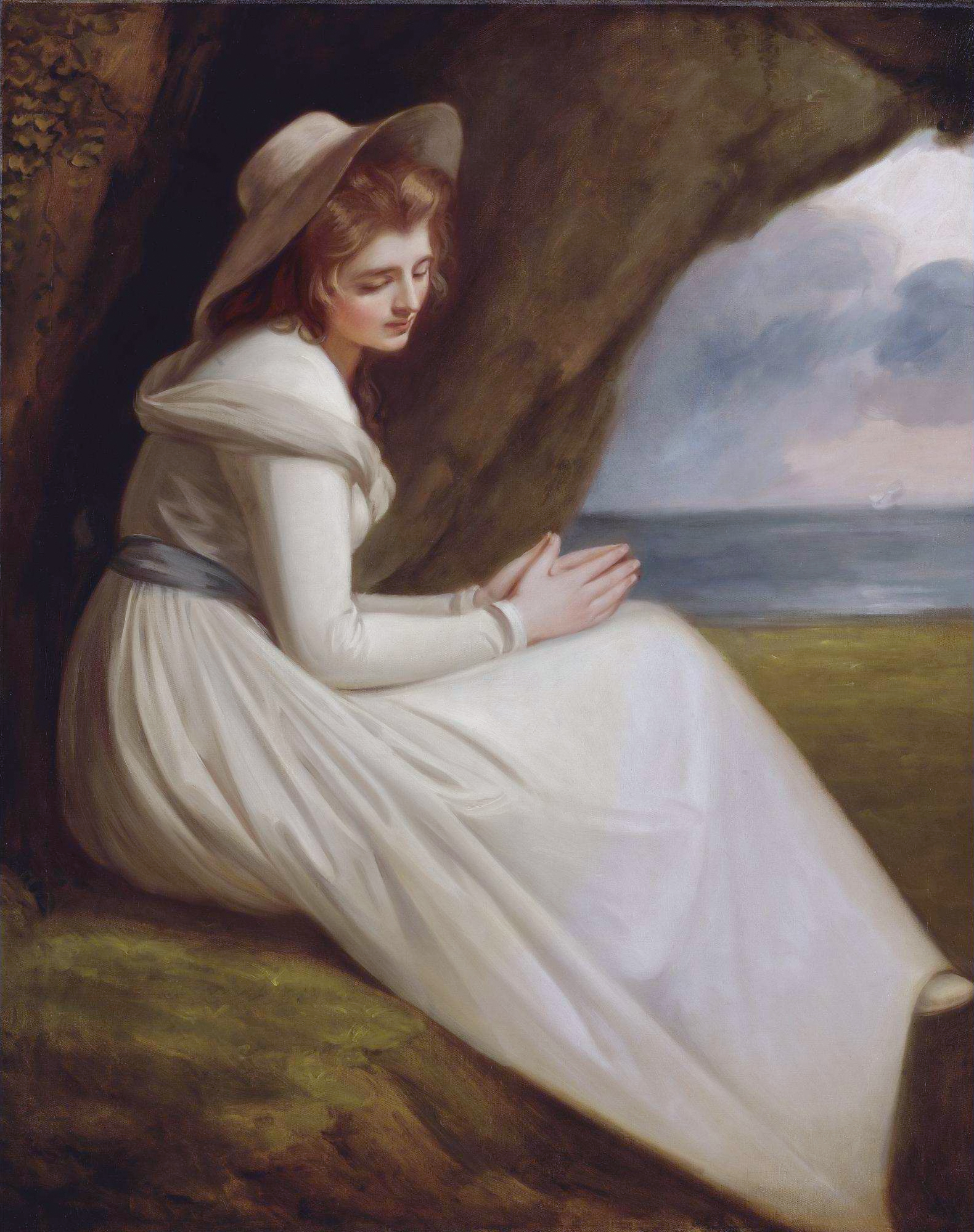
Ariadne
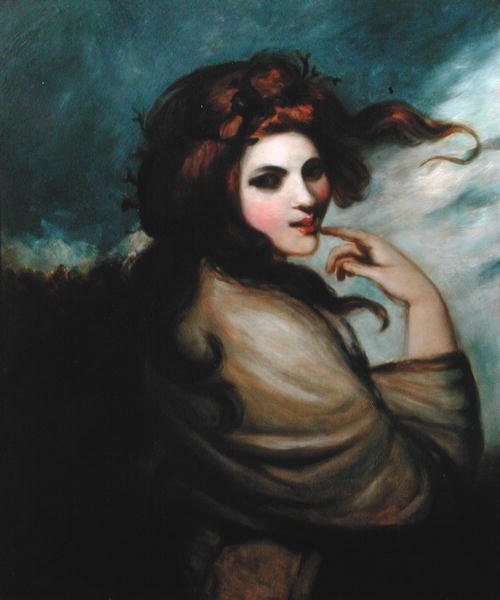
Portrait
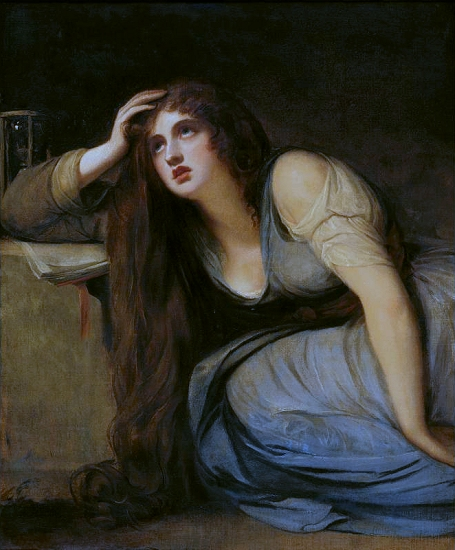
Magdalene

## Emma in literatuur en films
Het leven van Emma Hamilton is onderwerp van handeling in tal van romans, theaterstukken en films.
Eduard Künneke schreef in 1926 een bekende operette over Emma's leven.
Succesvolle films waren de The Divine Lady van Frank Lloyd, die in 1929 de Oscar voor de beste speelfilm won, met Corinne Griffith als Emma. Ook That Hamilton Woman van Alexander Korda had in 1941 groot succes, met Vivien Leigh en Laurence Olivier in de hoofdrollen, en gold als de favoriete film van Winston Churchill. In 1973 kwam de film Bequest to the Nation uit, over de affaire tussen Emma en Nelson, met Glenda Jackson en Peter Finch.
In de literatuur staat Emma centraal in literaire werken van onder anderen Alexandre Dumas fils (Lady Hamilton) en Susan Sontag (The Volcano Lover). Er werden tal van biografieën over haar leven geschreven, onder meer door de Franse schrijver Gilbert Sinoué (L'ambassadrice, 2002).

## Roos
Rozenkweker David C.H. Austin vernoemde een roos naar Emma Hamilton.

## Voetnoten
1. ↑  De oudheid als vrije ruimte: vrouwelijke kunstenaars en het neoclassicisme, de Nederlandse Boekengids, 14 april 2021. Gearchiveerd op 9 december 2022.